# تالار شهرداری فرزنو

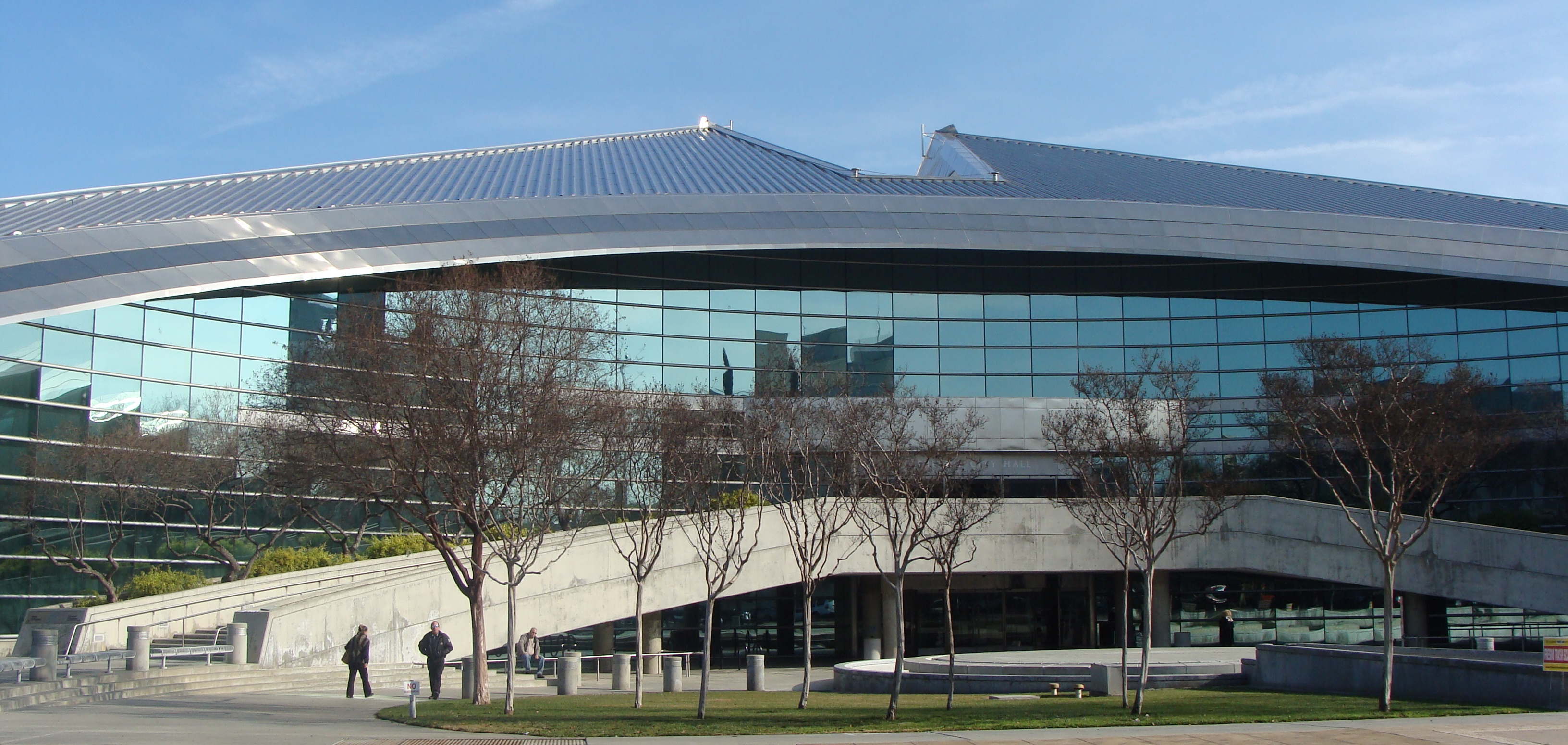

تالار شهرداری فرزنو نام یک بنای پسامدرنیستی در شهر فرزنو در کالیفرنیا است.
این ساختمان توسط معمار چیره‌دست کانادایی آرتور اریکسون طراحی گردید و در سال ۱۹۹۲ افتتاح شد.